# Demografia ZSRR

## Demografia ZSRR w latach 1920-1991
Zmiany demograficzne ZSRR w granicach z lat 1922-1939 (dane dla 1 stycznia):
- 1914 - 139,3 mln[1]
- 1922 - 133,9 mln  6,6 mln
- 1926 - 146,7 mln  12,8 mln
- 1930 - 157,4 mln  10,7
- 1933 - 162,9 mln  5,5 mln
- 1934 - 156,7 mln  6,2 mln
- 1937 - 162,5 mln  5,8 mln
- 1939 - 168,5 mln  6 mln

Jedynymi pewnymi danymi odnoszącymi się do demografii ZSRR w latach 1922-1939, są dane ze spisów powszechnych z 1926 i 1937 roku. Reszta danych, w tym spreparowany spis z 1939 roku, ma charakter szacunkowy.
Początkowa faza II wojny światowej pozwoliła Związkowi Radzieckiemu podbić tereny zamieszkiwane przez ok. 22,3 mln ludzi(ok. 13,2 mln na ziemiach wschodnich II RP, 6,1 mln po aneksjach Litwy, Łotwy i Estonii, a także 3 mln po aneksji Besarabii). Natomiast okres 1941-1945 charakteryzuje się olbrzymim regresem demograficznym spowodowanym wojną totalną toczoną na ziemiach wchodzących w skład Związku Radzieckiego. Straty spowodowane wojną są trudne do oszacowania, aż do 1959 w ZSRR nie przeprowadzono żadnego spisu ludności, tym samym wszystkie dane za lata 1939-1959 mają charakter szacunkowy i są obarczone olbrzymim marginesem błędu.
Zmiany demograficzne ZSRR w granicach z lat 1959-1991:
- 1941 - 196,7 mln (najczęściej przyjmowana liczba w przededniu wojny)
- 1946 - 170,5 mln  26,2 mln
- 1959 - 208,8 mln  38,3 mln
- 1970 - 241,7 mln  32,9 mln
- 1979 - 262,4 mln  20,7 mln
- 1989 - 286,1 mln  23,7 mln
- 1991 - 293 mln  5,9 mln

## Ludność miejska
Powstający Związek Radziecki był, podobnie jak jego poprzednik Carska Rosja, krajem rolniczym, gdzie większość obywateli mieszkała na terenach wiejskich. Według jedynego spisu przeprowadzonego w Rosji w 1897 roku ludność miejska stanowiła zaledwie 14,8% wszystkich mieszkańców. Okres I wojny światowej i wojny domowej w Rosji charakteryzował się ogromnym spadkiem urbanizacji kraju. Spowodowane było to po części głodem, epidemiami, utratą części ziem wchodzących w skład Rosji przed 1914 roku, a także exodusem w latach 1917 - 1920 ludności miejskiej z miast na wieś (szacuje się, że ludność miast w omawianym okresie zmniejszyła się o ok. 3 mln). Ocenia się, że dopiero w 1926 roku osiągnięto przedwojenny poziom zaludnienia miast. Kolejne lata, z przerwą na II wojnę światową, charakteryzowały się postępującą urbanizacją Związku Radzieckiego. Wpływ na to miały postępująca industrializacja kraju, rozbudowa starych i budowanie nowych miast przemysłowych. Trzeba też pamiętać, że sporo nowych miast przemysłowych (zwłaszcza na Syberii) było początkowo obozami pracy przymusowej. Dopiero później zaczęto je przekształcać w nowe ośrodki miejskie.
| Ludność miejska   | 26 314 000 | 55 910 000 | 99 978 000 | 135 991 000 | 163 586 000 | 188 791 000 |
| Ludność miejska % | 17,9%      | 32,8%      | 47,9%      | 56,2%       | 62,3%       | 65,8%       |

Przystępując do analizy demograficznej wzrostu ludności miast po II wojnie światowej, należy uwzględnić pewne istotne zaszłości. Przede wszystkim okres 1939 - 1945 charakteryzuje się znacznym regresem demograficznym powstałym na skutek działań wojennych. Niektóre z miast (np. Stalingrad) zostały całkowicie starte z powierzchni ziemi. Trzeba też pamiętać o przesunięciu granic ZSRR na zachód, a co za tym idzie pojawieniu się nowych miast uwzględnianych we wszystkich spisach. Dużo większą rolę odegrał powojenny boom narodzin, który skupił się głównie w miastach.
| Moskwa                      | 2 029 000 | 3 798 000 | 6 130 000 | 8 967 000 |
| Leningrad                   | 1 690 000 | 2 814 000 | 3 367 000 | 5 020 000 |
| Kijów                       | 514 000   | 776 000   | 1 104 000 | 2 587 000 |
| Taszkent                    | 324 000   | 545 000   | 927 000   | 2 073 000 |
| Baku                        | 453 000   | 691 000   | 968 000   | 1 757 000 |
| Charków                     | 417 000   | 759 000   | 953 000   | 1 611 000 |
| Mińsk                       | -         | -         | 509 000   | 1 589 000 |
| Gorki (Niżny Nowogród)      | 222 000   | 576 000   | 941 000   | 1 438 000 |
| Nowosybirsk                 | 120 000   | 360 000   | 885 000   | 1 436 000 |
| Swierdłowsk (Jekaterynburg) | 140 000   | 387 000   | 779 000   | 1 367 000 |

## Skład narodowościowy ZSRR

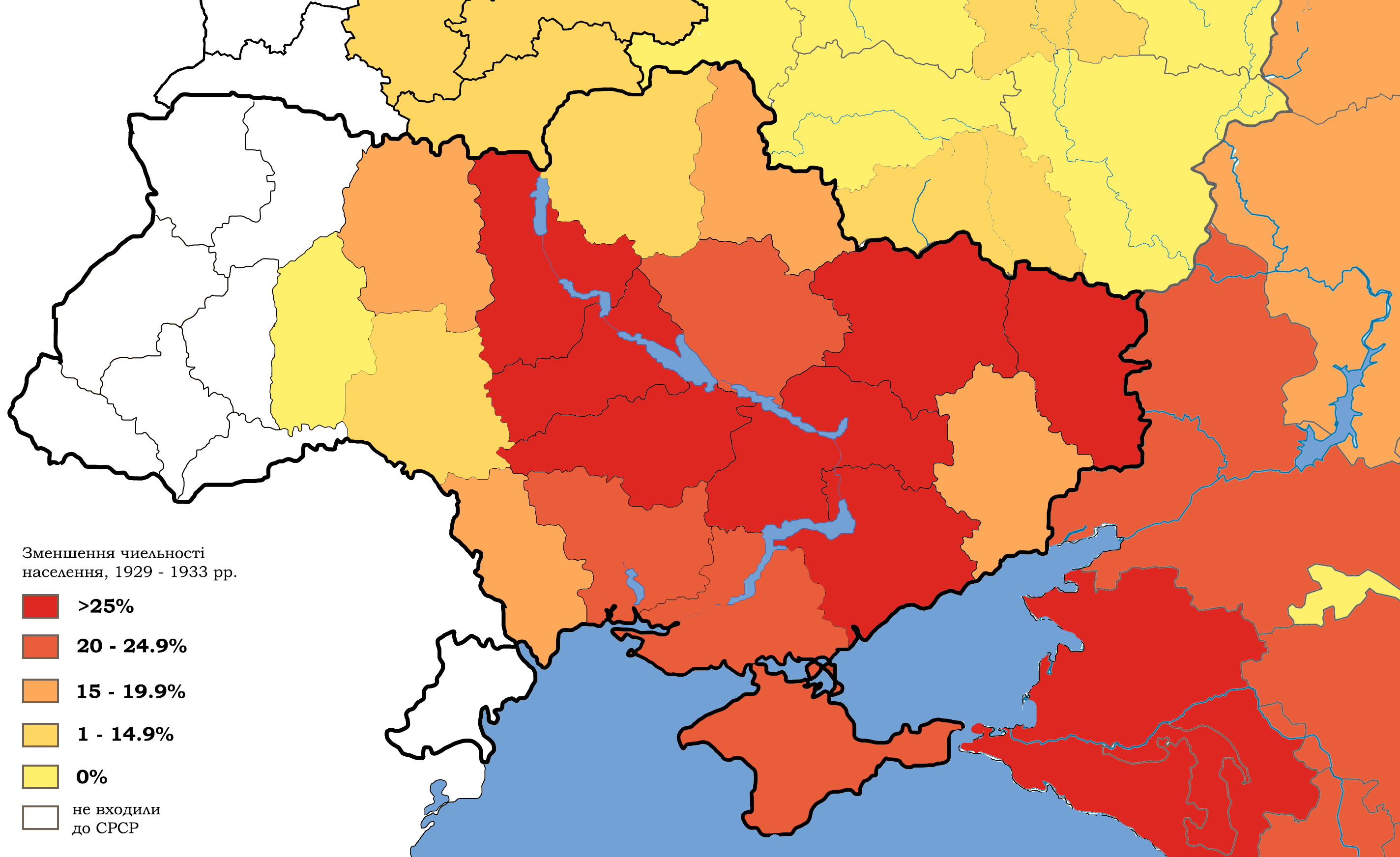
Mapa depopulacji – strat ludzkich w wyniku Wielkiego Głodu (1932-33)

ZSRR powstał jako wielonarodowościowe państwo federacyjne. W latach 1922–29 prowadzona w ZSRR polityka korenizacji dawała możliwość rozwoju kultur narodowych nierosyjskich narodowości państwa.
Pomimo terroru i represji ludność ZSRR między obu spisami wzrosła. Dynamika wzrostu była znaczna, ale bardzo zróżnicowana narodowościowo. Czynnikiem decydującym był selektywny terror. Największe jednak straty według spisu z 1937 roku, w porównaniu do spisu z roku 1926, ponieśli Ukraińcy. Wywołany sztucznie w konsekwencji kolektywizacji rolnictwa  i polityki rozkułaczania Wielki Głód na Ukrainie (1932-33) spowodował śmierć około 6-7 milionów ludzi, z czego minimum 3,3 mln na terytorium Ukraińskiej SRR. Masowe aresztowania i egzekucje okresu wielkiego terroru, odbiły się również na liczbie ludności kraju. Wymierzona przeciw Polakom jako narodowości ludobójcza operacja polska NKWD pochłonęła życie co najmniej 111 000 Polaków - obywateli ZSRR.
| Struktura narodowościowa/etniczna w ZSRR na podstawie spisów z 1926 i 1937: | Struktura narodowościowa/etniczna w ZSRR na podstawie spisów z 1926 i 1937: | Struktura narodowościowa/etniczna w ZSRR na podstawie spisów z 1926 i 1937: | Struktura narodowościowa/etniczna w ZSRR na podstawie spisów z 1926 i 1937: | Struktura narodowościowa/etniczna w ZSRR na podstawie spisów z 1926 i 1937: | Struktura narodowościowa/etniczna w ZSRR na podstawie spisów z 1926 i 1937: |
| Narodowość                                                                  | Liczba w 1937                                                               | Udział %                                                                    | Różnica z 1926 r.                                                           | Liczba w 1926                                                               | Udział %                                                                    |
| --------------------------------------------------------------------------- | --------------------------------------------------------------------------- | --------------------------------------------------------------------------- | --------------------------------------------------------------------------- | --------------------------------------------------------------------------- | --------------------------------------------------------------------------- |
| Rosjanie                                                                    | 93 933 000                                                                  | 58,03%                                                                      | 16 201 000                                                                  | 77 732 000                                                                  | 53,8%                                                                       |
| Ukraińcy                                                                    | 26 421 000                                                                  | 16,3%                                                                       | 4 768 000                                                                   | 31 189 000                                                                  | 21,6%                                                                       |
| Białorusini                                                                 | 4 874 000                                                                   | 2,8%                                                                        | 136 000                                                                     | 4 738 000                                                                   | 3,2%                                                                        |
| Uzbecy                                                                      | 4 551 000                                                                   | 2,7%                                                                        | 647 000                                                                     | 3 904 000                                                                   | 2,7%                                                                        |
| Tatarzy                                                                     | 3 798 000                                                                   | 2,2%                                                                        | 876 000                                                                     | 2 917 000                                                                   | 2%                                                                          |
| Kazachowie                                                                  | 2 862 000                                                                   | 1,76%                                                                       | 1 106 000                                                                   | 3 968 000                                                                   | 2,7%                                                                        |
| Żydzi                                                                       | 2 669 000                                                                   | 1,6%                                                                        | 69 000                                                                      | 2 600 000                                                                   | 1,8%                                                                        |
| Gruzini                                                                     | 2 008 000                                                                   | 1,2%                                                                        | 187 000                                                                     | 1 821 000                                                                   | 1,2%                                                                        |
| Ormianie                                                                    | 1 969 000                                                                   | 1,2%                                                                        | 402 000                                                                     | 1 567 000                                                                   | 1%                                                                          |
| Niemcy                                                                      | 1 152 000                                                                   | 0,7%                                                                        | 87 000                                                                      | 1 239 000                                                                   | 0,8%                                                                        |
| Polacy                                                                      | 636 000                                                                     | 0,39%                                                                       | 146 000                                                                     | 782 000                                                                     | 0,54%                                                                       |
| Inni                                                                        | 16 880 000                                                                  | 10,4%                                                                       | 5 009 000                                                                   | 11 871 000                                                                  | 8,2%                                                                        |
| Ludność ogółem                                                              | 161 753 000                                                                 | 100%                                                                        | 17 425 000                                                                  | 144 328 000                                                                 | 100%                                                                        |

W okresie II wojny światowej wszystkie narody ZSRR poniosły poważne straty. Były one poważnie zróżnicowane narodowościowo. Istotne skutki narodowościowe przyniosła zmiana granicy zachodniej Związku Sowieckiego.
Długi okres stabilizacji po wojnie przyniósł nowe uwarunkowania polityczne, społeczne i gospodarcze. Decydującą rolę zaczęły odgrywać: wielkość przyrostu naturalnego, tempo asymilacji oraz migracja. Najbardziej znamienny był szybki przyrost ludności muzułmańskiej przy zwalniającym ciągle przyroście ludności pochodzenia słowiańskiego. Wystarczy wspomnieć, że w 1959 ludność słowiańska (Rosjanie, Ukraińcy, Białorusini, Polacy) liczyła w całym kraju 160,7 mln czyli 76,9% ogółu ludności. Natomiast według spisu z 1989 200,5 mln, ale tylko 70,2%. Natomiast w analogicznym okresie ludność muzułmańska, zwłaszcza zamieszkująca republiki centralne w Azji wzrosła z 13 mln w 1959, do 34,3 mln w 1989, tj. z 6,3% do 12%.
| Struktura narodowościowa/etniczna w ZSRR na podstawie spisów z 1959 i 1989: | Struktura narodowościowa/etniczna w ZSRR na podstawie spisów z 1959 i 1989: | Struktura narodowościowa/etniczna w ZSRR na podstawie spisów z 1959 i 1989: | Struktura narodowościowa/etniczna w ZSRR na podstawie spisów z 1959 i 1989: | Struktura narodowościowa/etniczna w ZSRR na podstawie spisów z 1959 i 1989: | Struktura narodowościowa/etniczna w ZSRR na podstawie spisów z 1959 i 1989: |
| Narodowość                                                                  | Liczba w 1989                                                               | Udział %                                                                    | Różnica z 1959 r.                                                           | Liczba w 1959                                                               | Udział %                                                                    |
| --------------------------------------------------------------------------- | --------------------------------------------------------------------------- | --------------------------------------------------------------------------- | --------------------------------------------------------------------------- | --------------------------------------------------------------------------- | --------------------------------------------------------------------------- |
| Rosjanie                                                                    | 145 155 000                                                                 | 50,7%                                                                       | 31 041 000                                                                  | 114 144 000                                                                 | 54,6%                                                                       |
| Ukraińcy                                                                    | 44 186 000                                                                  | 15,4%                                                                       | 6 933 000                                                                   | 37 253 000                                                                  | 17,8%                                                                       |
| Białorusini                                                                 | 10 036 000                                                                  | 3,5%                                                                        | 2 123 000                                                                   | 7 913 000                                                                   | 3,7%                                                                        |
| Uzbecy                                                                      | 16 698 000                                                                  | 5,8%                                                                        | 10 683 000                                                                  | 6 015 000                                                                   | 2,8%                                                                        |
| Kazachowie                                                                  | 8 136 000                                                                   | 2,8%                                                                        | 4 514 000                                                                   | 3 612 000                                                                   | 1,7%                                                                        |
| Azerowie                                                                    | 6 770 000                                                                   | 2,3%                                                                        | 3 830 000                                                                   | 2 940 000                                                                   | 1,4%                                                                        |
| Ormianie                                                                    | 4 623 000                                                                   | 1,6%                                                                        | 1 836 000                                                                   | 2 787 000                                                                   | 1,3%                                                                        |
| Polacy                                                                      | 1 126 000                                                                   | 0,39%                                                                       | 254 000                                                                     | 1 380 000                                                                   | 0,6%                                                                        |
| Żydzi                                                                       | 1 378 000                                                                   | 0,48%                                                                       | 799 000                                                                     | 2 177 000                                                                   | 1%                                                                          |
| Inni                                                                        | 47 635 000                                                                  | 17,63%                                                                      | 16 999 000                                                                  | 30 636 000                                                                  | 15,1%                                                                       |
| Ludność ogółem                                                              | 285 743 000                                                                 | 100%                                                                        | 76 916 000                                                                  | 208 827 000                                                                 | 100%                                                                        |

## Religia

### Historia
Państwo radzieckie, w chwili powstania w 1922 roku, podobnie jak jego poprzednik carska Rosja, było zamieszkałe w większości przez chrześcijan. Wśród chrześcijan dominowało prawosławie. Należy przy tym pamiętać, że nowej bolszewickiej Rosji, pomimo wysiłków militarnych nie udało się utrzymać granic z 1914 roku. Tym samym zmieniła się struktura wyznaniowa, na skutek powstania niepodległych państw, gdzie dominowały inne religie niż chrześcijanie obrządku wschodniego.
Od początku swojej władzy, bolszewicy rozpoczęli wojnę z religią. Największe represje spadły na Rosyjski Kościół Prawosławny, będący wyznaniem dominującym. M. in. dekretem z 22 II 1922 skonfiskowano całe mienie kościoła (nie tylko prawosławnego). Według danych cerkiewnych podczas konfiskat zgładzono ok. 2 691 duchownych (liczbę świeckich broniących swoich cerkwi trudno ustalić).
Kolejną akcję antyreligijną przeprowadzono w latach 1929-1930. W owym okresie wszystkich duchownych potraktowano tak samo jak kułaków, czyli wrogów ludu. Kolektywizacje rozpoczęto od zamykania i niszczenia cerkwi (zniszczono m.in. Sobór Chrystusa Zbawiciela w Moskwie) i aresztowania duchowieństwa.
Największe prześladowania religijne rozpoczęły się jednak w latach 1937-1941. W wyniku ich trwania liczba duchownych, wynosząca w 1936 roku 24 tys. osób, obniżyła się do 5 665 w 1941. Natomiast liczba obiektów sakralnych w ciągu tych pięciu lat spadła z 20 tys. do zaledwie 1000.  Prześladowania religijne ustały dopiero podczas II wojny światowej. W 1943 Stalin wydał zgodę na odbudowę struktur cerkiewnych w ZSRR, a także na wybór nowego patriarchy Sergiusza (urząd ten miał vacat od 1925). Do końca życia Stalina Cerkiew Prawosławna mogła rozwijać się w miarę swobodnie. Ostrzejsze działania wobec religii powróciły w okresie rządów Chruszczowa, choć nigdy nie osiągnęły skali z lat 30. XX wieku. Późniejsze okresy charakteryzowały się słabnięciem represji wobec ludzi wierzących na skutek laicyzacji społeczeństwa radzieckiego. Było to szczególnie widoczne wśród prawosławnych Rosjan. Jedynie muzułmanie zachowali w ukryciu swoją wiarę.

### Dane
Bardzo trudno ocenić skutki ateizacji społeczeństwa radzieckiego. Jedynymi skwantyfikowanymi informacjami są wyniki spisu z 1937 roku, opublikowane dopiero w 1990 roku. Jest to jedyny spis w którym pytano o wyznanie.  Analizując spis należy uwzględnić parę czynników. Spis został przeprowadzony w 1937, w okresie masowego terroru skierowanego wobec religii. Przyznanie się do bycia wierzącym wymagało ogromnej odwagi. Trzeba też pamiętać, że w spisie uwzględniono jedynie osoby powyżej 16. roku życia które złożyły indywidualną deklarację. Ostatecznie spisano 98 411 000 ludzi, z czego wyznawcami poszczególnych wyznań było:
- Prawosławie - 41 622 000 (42,3%)
- Protestantyzm - 458 000 (0,5%)
- Katolicyzm -  628 000 (0,6%)
- Inni chrześcijaninie - 393 000 (0,4%)
- Islam - 8 256 000 (8,4%)
- Judaizm - 281 000 (0,3%)
- Buddyzm i Szamanizm - 103 000 (0,1%)
- Niewierzący - 42 243 000 (42,9%)
- Pozostali - 4 427 000 (4,5%)